# Dwars door de Westhoek 2019
La 11e édition du Dwars door de Westhoek a eu lieu le 9 juin 2019. La course fait partie du calendrier international féminin UCI 2019 en catégorie 1.1 et de la Lotto Cycling Cup pour Dames 2019. Elle est remportée par l'Italienne Elisa Balsamo.

## Présentation

### Parcours
La course débute par une partie en ligne se dirigeant vers le sud. Le Mont rouge est escaladé trois fois à mi-course. Le parcours revient vers Boezinge et y effectue trois tours d'un circuit local long de 11,8 km.

### Équipes
| Équipes féminines professionnelles (9)- Canyon-SRAM Racing - Doltcini-Van Eyck Sport - Health Mate-Ladies Team - Hitec Products - Lotto Soudal Ladies - Memorial Santos-Fupes - Mexx-Watersley International - Parkhotel Valkenburg-Destil - Valcar Cylance Équipes nationales (3)- Australie - Belgique - Nouvelle-Zélande Équipe féminines amateur (13)- Andy Schleck Cycles-Immo Losch - De Jonge Renner Ladies - Equano - Illi-Bikes - Isorex - Jan van Arckel - Jos Feron Lady Force - Keukens Redant - Mike Greer Homes - Multum Accountants - Restore - Rogelli-Gyproc - Wielerclub de sprinters Malderen |
| |

## Récit de la course
Elisa Balsamo remporte la course au sprint.

## Classements

### Classement final
| \| Classement général \| Classement général \| Classement général \| Classement général \| Classement général \| \| Coureuse \| Coureuse \| Pays \| Équipe \| Temps \| \| ------------------ \| ------------------- \| ------------------ \| -------------------------------- \| ------------------ \| \| 1re \| Elisa Balsamo \| Italie \| Valcar Cylance \| 3 h 09 min 42 s \| \| 2e \| Lorena Wiebes \| Pays-Bas \| Parkhotel Valkenburg \| + 0 s \| \| 3e \| Lotte Kopecky \| Belgique \| Lotto Soudal Ladies \| + 0 s \| \| 4e \| Annette Edmondson \| Australie \| Australie \| + 0 s \| \| 5e \| Lonneke Uneken \| Pays-Bas \| Hitec Products-Birk Sport \| + 0 s \| \| 6e \| Aurore Verhoeven \| France \| Wielerclub de sprinters Malderen \| + 0 s \| \| 7e \| Kaat Hannes \| Belgique \| Jos Feron Lady Force \| + 0 s \| \| 8e \| Kirstie van Haaften \| Pays-Bas \| Health Mate-Ladies Team \| + 0 s \| \| 9e \| Daniela Gaß \| Allemagne \| Equano \| + 0 s \| \| 10e \| Cathalijne Hoolwerf \| Pays-Bas \| Rogelli-Gyproc \| + 0 s \| |                     |           |                                  |                 |
| |                     |           |                                  |                 |
| |                     |           |                                  |                 |
| Classement général |                     |           |                                  |                 |
| Coureuse | Coureuse            | Pays      | Équipe                           | Temps           |
| 1re | Elisa Balsamo       | Italie    | Valcar Cylance                   | 3 h 09 min 42 s |
| 2e | Lorena Wiebes       | Pays-Bas  | Parkhotel Valkenburg             | + 0 s           |
| 3e | Lotte Kopecky       | Belgique  | Lotto Soudal Ladies              | + 0 s           |
| 4e | Annette Edmondson   | Australie | Australie                        | + 0 s           |
| 5e | Lonneke Uneken      | Pays-Bas  | Hitec Products-Birk Sport        | + 0 s           |
| 6e | Aurore Verhoeven    | France    | Wielerclub de sprinters Malderen | + 0 s           |
| 7e | Kaat Hannes         | Belgique  | Jos Feron Lady Force             | + 0 s           |
| 8e | Kirstie van Haaften | Pays-Bas  | Health Mate-Ladies Team          | + 0 s           |
| 9e | Daniela Gaß         | Allemagne | Equano                           | + 0 s           |
| 10e | Cathalijne Hoolwerf | Pays-Bas  | Rogelli-Gyproc                   | + 0 s           |

### Points UCI
| Position           | 1er | 2e | 3e | 4e | 5e | 6e | 7e | 8e | 9e | 10e | 11e | 12e | 13e à 15e | 16e à 25e |
| Classement général | 125 | 85 | 70 | 60 | 50 | 40 | 35 | 30 | 25 | 20  | 15  | 10  | 5         | 3         |

## Organisation et règlement

### Organisation
Les présidents de l'organisation sont Paul Priem et Geert Geeraert.

### Primes
L'épreuve attribue les primes suivantes :
| Position | 1er   | 2e    | 3e    | 4e    | 5e    | 6e    | 7e    | 8e    | 9e    | 10e  |
| Prix     | 420 € | 365 € | 295 € | 185 € | 165 € | 155 € | 145 € | 130 € | 120 € | 65 € |

Les coureuses placées de la 11e à la 20e place  repartent avec 65 €.